# А Бао А Ку
А Ба́о А Ку́ (Á Bao A Qu) — вымышленное существо, персонаж «Книги вымышленных существ» Хорхе Луиса Борхеса. Автор, ссылаясь на трактат «О малайском волшебстве» (1937) некоего С. С. Итурвуру, написал, что существо якобы обитает  в форте Читтор (Читоргарх) на лестнице Башни Победы (Джайнской башни, стамбхи Виджай) (штат Раджастхан, Индия). А Бао А Ку — это полупрозрачное существо, кожа которого имеет голубоватый отлив и способна светиться. Также А Бао А Ку имеет щупальца и способно видеть всем телом. На ощупь оно «напоминает кожуру персика». Малайский мистик под псевдонимом Антарес предполагает, что рассказ Борхеса мог быть вдохновлён мифологией оранг-асли и что термин «A Bao A Qu» означает искажённое понятие abang aku, что значит «мой старший брат».

## Описание в книге
Испокон веков на винтовой лестнице Башни Победы живёт некое существо, чувствительное ко всем оттенкам человеческой души и известное под именем А Бао A Ку. Обычно оно спит на нижней ступеньке, но при приближении человека в нём пробуждается таинственная жизнь, и тогда в недрах этого существа начинает теплиться внутренний свет. Одновременно его тело и почти прозрачная кожа приходят в движение. Однако сознание пробуждается лишь тогда, когда кто-либо поднимается по винтовой лестнице — тогда А Бао А Ку, чуть не прилипая к пяткам поднимающегося, следует за ним, держась того края ступенек, где они сильней всего стёрты поколениями паломников.
С каждой ступенькой окраска А Бао A Ку становится всё более явственной, форма — более определённой, и излучаемый им свет — более ярким. Но окончательной завершённости А Бао А Ку достигает лишь на верхней ступени, если тот, кто поднялся на неё, сподобился нирваны, и дела его не отбрасывают тени. В противном случае А Бао А Ку останавливается, словно парализованное, не достигнув вершины — тело его остаётся незавершённым, голубая окраска блёкнет, излучаемый свет, мерцая, гаснет. А Бао А Ку страдает от невозможности достигнуть совершенства, и его стоны — едва различимый звук, напоминающий шелест шёлка.
Вспышка жизни в нём коротка: как только паломник начинает спускаться, А Бао А Ку скатывается вниз на первую ступеньку и там, угасшее и утратившее определённость очертаний, ждёт следующего посетителя.
За многие века А Бао А Ку поднялось на балкон всего однажды.

## В популярной культуре
- В аниме-сериале Mobile Suit Gundam 1979 года имя А Бао А Ку носит одна из космических крепостей;
- Английская певица и композитор Вирджиния Астли в 1982 году выпустила сингл «A Bao A Qu»;
- Японская группа Boris в 2005 году выпустила мини-диск «A Bao A Qu»;
- «А Бао А Ку» — название неоакадемического трио из Санкт-Петербурга.